# لاري جونسون (لاعب كرة قاعدة)
لاري جونسون (بالإنجليزية: Larry Johnson)‏ هو لاعب كرة قاعدة أمريكي، ولد في 17 أغسطس 1950 في كليفلاند في الولايات المتحدة، وتوفي في 26 مايو 2013 في تامبا في الولايات المتحدة.

## وصلات خارجية
- لاري جونسون على موقعبيزبول رفرنس.كوم (الدوري الرئيسي) (الإنجليزية)